# Ole Aanderud Larsen

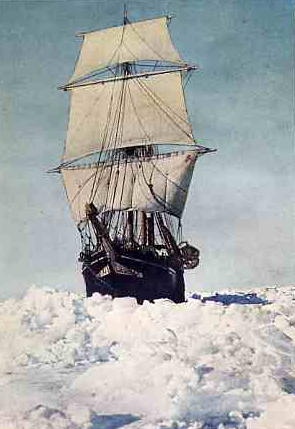
Endurance

Ole Aanderud Larsen (18 de dezembro de 1884 - 6 de outubro de 1964) foi um designer de navios e empresário da Noruega.

## Vida
Larsen nasceu em Tønsberg e morreu em Sandefjord, no condado de Vestfold. Larsen é mais conhecido por projetar o Endurance, o barco de três mastros no qual Sir Ernest Shackleton navegou para a Antártida na Expedição Transantártica Imperial em 1914.
Larsen foi o primeiro presidente e um dos fundadores da Jotun Group Private Ltd., uma empresa fundada por Odd Gleditsch para vender tintas e revestimentos especializados para a indústria naval.

## Leitura relacionada
- Lansing, Alfred. (1999) 2nd ed. Endurance: Shackleton's Incredible Voyage (Carroll & Graf Publishers) ISBN 0-7867-0621-X